# Reza Hormes-Ravenstijn
Reza Hormes-Ravenstijn (Beek, 6 februari 1967) is een Nederlands voormalig veldrijdster, die ook actief was als mountainbiker en wegwielrenster. Na haar sportcarrière werd ze coach bij bedrijven en overheid. Ze traint/trainde diverse atleten, waaronder Didi de Vries.

## Erelijst
1995
1e NK veldrijden (Elite)
3e NK mountainbike (Elite)
1996
3e in NK veldrijden (Elite)
1e in Gieten, Cyclocross
1e in Reusel, Cyclocross
1e in Surhuisterveen, Centrumcross
1e in Berlicum, Cyclocross
1e in Amersfoort, Cyclocross
1e in Amsterdam, Cyclocross
1997
2e in NK veldrijden (Elite)
1e in Lieshout, Cyclocross
1e in Sint-Michielsgestel, Cyclocross
1e in Berlicum, Cyclocross
1998
2e in NK veldrijden (Elite)
2002
1e in Gieten, Cyclocross
2e in Lieshout, Cyclocross
1e in Amersfoort, Cyclocross
1e in Erp, Cyclocross
1e in Moergestel, Cyclocross
2003
1e in Gieten, Cyclocross
1e in Sint-Michielsgestel, Cyclocross
1e in Huijbergen, Cyclocross
2004
1e in Hoogerheide, Cyclocross
1e in Harderwijk, Cyclocross
1e in Huijbergen, Cyclocross
1e in Hilversum, Cyclocross
1e in Surhuisterveen, Centrumcross
2006
3e in NK veldrijden (Elite)
1e in Rijsel, Cyclocross
1e in Wouden, Cyclocross
1e in Herford Cyclocross
2007
3e in NK veldrijden (Elite)
1e in Rijsel, Cyclocross
1e in Almelo, Cyclocross
1e in Boxtel, Cyclocross
1e in Zeddam, Cyclocross
2008
1e in Veghel-Eerde, Cyclocross
2009
2e NK mountainbike (Elite)

### Resultaten in voornaamste wedstrijden
| Jaar | Amstel Gold Race | Waalse Pijl | Holland Hills Classic | Ronde van Gelderland |
| ---- | ---------------- | ----------- | --------------------- | -------------------- |
| 2001 | 14e              |             |                       |                      |
| 2003 |                  |             |                       | 30e                  |
| 2006 |                  |             | 54e                   |                      |
| 2007 |                  | opgave      | 48e                   | 86e                  |